# Finoguenovski
Finoguenovski (en ruso: Финогеновский) es un jútor del raión de Ust-Labinsk del krai de Krasnodar de Rusia. Está situado a orillas del río Zelenchuk Vtorói, afluente del Kubán, 25 km al este de Ust-Labinsk y 80 km al nordeste de Krasnodar, la capital del krai. Tenía 151 habitantes en 2010.
Pertenece al municipio Aleksándrovskoye.